# ريو ياماشيتا (ممثلة)
ريو ياماشيتا (بالكانا:やました リオ) هي عارضة أزياء وممثلة يابانية، ولدت في 10 أكتوبر 1992 في اليابان.

## اعمال

### افلام
- آساكو I و II

## وصلات خارجية
- ريو ياماشيتا على موقع IMDb (الإنجليزية)
- ريو ياماشيتا على موقع قاعدة بيانات الفيلم (الإنجليزية)